# باشگاه والیبال سیسیلی
 باشگاه والیبال سیسلی ترویزو یکی از تیم های مطرح اروپایی مستقر در ترویزو بود که در سال ۲۰۱۲ منحل شد. این باشگاه متعلق به گروه بنتون بود. سیسلی ۴ بار به قهرمانی لیگ قهرمانان والیبال اروپا دست یافته بود.

## افتخارات
- قهرمانی سری آ ایتالیا: ۹ بار
- قهرمانی سوپر جام ایتالیا: ۶ بار
- قهرمانی چلنج کاپ اروپا ۴ بار
- قهرمانی لیگ قهرمانان والیبال اروپا : ۴ بار
- قهرمانی جام برندگان جام اروپا : ۱ بار

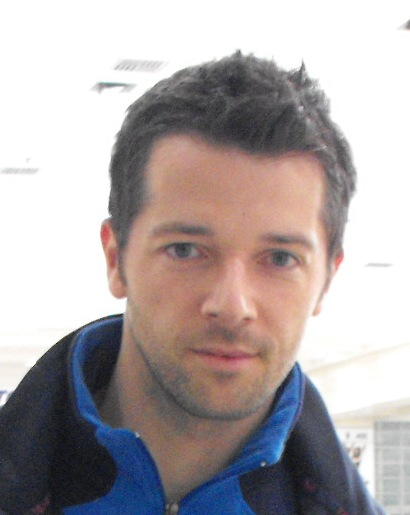
آلبرتو چیزولا

## بازیکنان سرشناس
در این باشگاه بازیکنان مطرحی همچون الساندرو فی، لورنزو برناردی، آندره آ گاردینی، ساموئل پاپی، آلبرتو چیزولا، ریکاردو گارسیا، پیتر بلانگ، بس ون دگور، نیکولاو گربیچ، گوستاوو اندرس و پائولو توفولی سابقه بازی دارند.

## سرمربی ها
- ویتورینو مارانگان
- نریو زانتی
- پائولو سوچیوک
- جیان پائولو مونتالی
- آندرس کریستینسون
- کیم هو چول
- دانیله بانیولی
- رائول لوزانو
- دانیله بانیولی
- رنان دال زوتو
- فرانچسکو دل اولیو
- روبرتو پیاتزا